# 마고트습지쥐여우원숭이
마고트습지쥐여우원숭이(Microcebus margotmarshae)는 마다가스카르에 사는 쥐여우원숭이의 일종이다. 안타폰드로쥐여우원숭이로도 불린다. 정기준(正基準) 표본은 2006년 5월 21일에 처음 수집되었고, 2006년 안드이안톰포하바나(Andriantompohavana) 등에 의해 제안되었으며, 2008년 루이스(E. Lewis, Jr) 등에 의해 공식 종으로 기술되었다. 유전학적 검사에 의하면, 가장 가까운 종인 클레어쥐여우원숭이(M. mamiratra)과 유전적으로 구별된다. 작은 쥐여우원숭이의 일종으로 몸무게는 약 41g, 몸길이는 8.4 cm, 꼬리 길이는 14 cm 정도이다. 마다가스카르 북부의 안타폰드로 지정 숲 특별 보전 지역 내에서 발견된다.